# Burgerim
Burgerim é uma franquia israelense de hambúrgueres de fast food. A Burgerim abriu a sua primeira unidade nos Estados Unidos em 2016 e cresceu rapidamente para mais de 200 unidades até 2019. No final de 2019, a empresa começou a enfrentar várias controvérsias, incluindo má gestão financeira que levou à insolvência e alegações de uso de práticas de marketing enganosas para vender franquias não lucrativas o mais rápido possível.

## História
Donna Tuchner, natural de Israel, estava estudando na cidade de Nova Iorque quando teve a ideia de fundar a Burgerim. Regressou a Israel e abriu o primeiro Burgerim em Tel Aviv em 2011. O nome é uma combinação de “burger” e do sufixo plural hebraico “-im”, que reflete o enfoque da empresa na venda de hambúrgueres menores, do tipo slider, em encomendas de 2-3 ou mais. O Burgerim foi posteriormente adquirido a Tuchner por Oren Loni, um investidor que pretendia expandir o franchise para os Estados Unidos. A Burgerim abriu a sua primeira loja oficial nos Estados Unidos na Califórnia em 2016.

## Menu
O menu do Burgerim consiste em mini hambúrgueres ligeiramente maiores do que os sliders. A empresa oferece 10 tipos diferentes de hambúrgueres, incluindo opções de carne de vaca, frango, borrego, salmão e falafel. Uma vasta gama de toppings inclui queijo amarelo, abacate e ananás.

## Controvérsia
Em janeiro de 2020, a revista Restaurant Business noticiou, numa série de três partes, que a Burgerim estava a considerar declarar falência e enfrentava uma situação de insolvência. De acordo com a reportagem da revista, o diretor executivo da Burgerim, Oren Loni, era um “vendedor” mas “não um homem de negócios” que “conseguia vender um gelado de ketchup a uma mulher de roupa branca”, nas palavras de um ex-funcionário da Burgerim. Loni, e os vendedores da Burgerim sob a sua direção, fizeram alegadamente promessas extravagantes e irrealistas a potenciais franqueados, incluindo “garantias verbais de que iriam seguramente obter lucros”, apesar de a grande maioria dos locais de franquia não ser rentável em 2019. A Burgerim também ofereceu uma garantia de devolução do dinheiro da taxa inicial de inicialização de US$ 50.000 que os franqueados pagaram à Burgerim, se não conseguissem encontrar um local adequado para a franquia dentro de seis meses, mas a empresa logo parou de pagar esses reembolsos prometidos à medida que se aproximava da insolvência.
Os atuais e antigos franqueados entrevistados afirmaram que a Burgerim se concentrava apenas na venda de franquias adicionais o mais rapidamente possível e que sub-representava gravemente os custos de construção e funcionamento dos restaurantes. Muitos franchisados foram forçados a contrair empréstimos adicionais, hipotecas, ou mesmo a vender as suas casas, apenas para fechar os seus estabelecimentos Burgerim meses após a abertura devido ao aumento dos custos. Alguns declararam posteriormente falência pessoal ou ficaram sem casa.
Uma vez que a grande maioria das franquias Burgerim não eram rentáveis, tornou-se difícil para a marca corporativa Burgerim cobrar taxas de franquia contínuas, que eram a sua única fonte de rendimento para além da taxa inicial de arranque que cobrava aos franqueados. Assim, a Burgerim “funcionava como um esquema em pirâmide”, em que era forçada a abrir cada vez mais novos franchisings indefinidamente, a fim de se manter à tona, apenas cobrando a taxa inicial de arranque. Em janeiro de 2020, as chamadas e os e-mails dos franchisados para o escritório corporativo e para os advogados da Burgerim não obtiveram resposta, embora a Burgerim ainda estivesse a solicitar aos franchisados a abertura de novos locais.
Em janeiro de 2020, o diretor executivo da Burgerim, Oren Loni, fugiu dos Estados Unidos e regressado a Israel.
Em fevereiro de 2022, o Procurador-Geral dos Estados Unidos entrou com uma ação contra a Burgerim e seu fundador Oren Loni no estado americano da Califórnia, citando violações da Federal Trade Commission Act of 1914. O processo alega que Burgerim estava enganando os franqueados sobre a viabilidade de seu negócio, fraudando e vendendo demais para veteranos e principalmente investidores inexperientes, e que desistiu de uma promessa de reembolsar as taxas de franquia a milhares de investidores.